# Kerangkulon
Kerangkulon is een bestuurslaag in het regentschap Demak van de provincie Midden-Java, Indonesië. Kerangkulon telt 3649 inwoners (volkstelling 2010).